# 1957 au Maroc
Chronologie du Maroc
- 1953
- 1954
- 1955
- 1956
- 1957
- 1958
- 1959
- 1960
- 1961

Cet article présente les faits marquants de l'année 1957 au Maroc ou relatifs au Maroc.

## Événements
- La guerre d'Ifni est le nom donné aux opérations militaires menées par l'Armée de libération marocaine entre novembre 1957 et avril 1958 contre les troupes coloniales espagnoles pour libérer Ifni, Tarfaya et le Sahara occidental de l'occupation espagnole. En espagnol, cette guerre est dénommée la guerra olvidada qui signifie « la guerre oubliée ».
- Août 1957 : Mohammed V prend le titre de roi. Hassan II, son fils, est son successeur[1].

## Sports

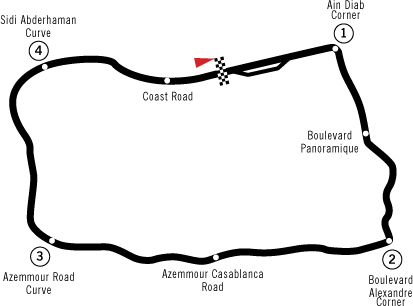
Circuit d'Ain Diab à Casablanca.

- La Coupe du Maroc de football 1956-1957 est la 52e édition de la compétition et la première après l'indépendance du Maroc.
- La Coupe du Maroc de football 1957-1958, également nommée Coupe du Trône est la seconde édition de la compétition.
- L' équipe du Maroc de football qui venait juste d'être créée participa cette année aux jeux panarabes de 1957 et réussit à atteindre la place de quatrième après un forfait face au Liban pour la troisième place.
- Le Championnat du Maroc de football de deuxième division 1956-1957 est la 1re édition organisée sous l'égide de la FRMF, alors encore supervisée par la LMFA. Seize équipes participent à cette édition, bien que le club des Fonctionnaires d'Oujda ait déclaré forfait général avant le début du championnat.
- Le Grand Prix du Maroc de Formule 1 1957 a eu lieu sur le circuit d'Ain-Diab à Casablanca le 27 octobre 1957. Cette épreuve n'est pas inscrite au championnat du monde de Formule 1 1957.